# سفيرو-كوريلسك
سفيرو-كوريلسك (بالروسية: Северо-Курильск) هي إحدى مدن روسيا في الكيان الفدرالي الروسي ساخالين أوبلاست.

## المناخ
يظهر الجدول التالي التغييرات المناخية على مدار السنة لسفيرو-كوريلسك:
| البيانات المناخية لـسفيرو-كوريلسك | البيانات المناخية لـسفيرو-كوريلسك | البيانات المناخية لـسفيرو-كوريلسك | البيانات المناخية لـسفيرو-كوريلسك | البيانات المناخية لـسفيرو-كوريلسك | البيانات المناخية لـسفيرو-كوريلسك | البيانات المناخية لـسفيرو-كوريلسك | البيانات المناخية لـسفيرو-كوريلسك | البيانات المناخية لـسفيرو-كوريلسك | البيانات المناخية لـسفيرو-كوريلسك | البيانات المناخية لـسفيرو-كوريلسك | البيانات المناخية لـسفيرو-كوريلسك | البيانات المناخية لـسفيرو-كوريلسك | البيانات المناخية لـسفيرو-كوريلسك |
| الشهر                             | يناير                             | فبراير                            | مارس                              | أبريل                             | مايو                              | يونيو                             | يوليو                             | أغسطس                             | سبتمبر                            | أكتوبر                            | نوفمبر                            | ديسمبر                            | المعدل السنوي                     |
| --------------------------------- | --------------------------------- | --------------------------------- | --------------------------------- | --------------------------------- | --------------------------------- | --------------------------------- | --------------------------------- | --------------------------------- | --------------------------------- | --------------------------------- | --------------------------------- | --------------------------------- | --------------------------------- |
| الدرجة القصوى °م (°ف)             | 6.0 (42.8)                        | 6.0 (42.8)                        | 9.2 (48.6)                        | 14.6 (58.3)                       | 19.7 (67.5)                       | 24.3 (75.7)                       | 26.4 (79.5)                       | 25.1 (77.2)                       | 23.1 (73.6)                       | 16.9 (62.4)                       | 12.2 (54.0)                       | 7.0 (44.6)                        | 26.4 (79.5)                       |
| متوسط درجة الحرارة الكبرى °م (°ف) | −2.2 (28.0)                       | −2.8 (27.0)                       | −1.1 (30.0)                       | 1.9 (35.4)                        | 5.4 (41.7)                        | 10.6 (51.1)                       | 13.4 (56.1)                       | 15.0 (59.0)                       | 13.3 (55.9)                       | 8.7 (47.7)                        | 3.1 (37.6)                        | −0.5 (31.1)                       | 5.4 (41.7)                        |
| المتوسط اليومي °م (°ف)            | −4.1 (24.6)                       | −4.7 (23.5)                       | −3.3 (26.1)                       | −0.3 (31.5)                       | 2.7 (36.9)                        | 6.8 (44.2)                        | 9.8 (49.6)                        | 11.5 (52.7)                       | 10.2 (50.4)                       | 6.1 (43.0)                        | 1.0 (33.8)                        | −2.4 (27.7)                       | 2.8 (37.0)                        |
| متوسط درجة الحرارة الصغرى °م (°ف) | −6 (21)                           | −6.8 (19.8)                       | −5.3 (22.5)                       | −2.2 (28.0)                       | 0.7 (33.3)                        | 4.0 (39.2)                        | 7.2 (45.0)                        | 8.9 (48.0)                        | 7.5 (45.5)                        | 3.6 (38.5)                        | −1 (30)                           | −4.3 (24.3)                       | 0.5 (32.9)                        |
| أدنى درجة حرارة °م (°ف)           | −22 (−8)                          | −18.9 (−2.0)                      | −17.6 (0.3)                       | −10.7 (12.7)                      | −6 (21)                           | −1.9 (28.6)                       | 1.6 (34.9)                        | 2.0 (35.6)                        | −1 (30)                           | −4 (25)                           | −12.2 (10.0)                      | −16.1 (3.0)                       | −22 (−8)                          |
| الهطول مم (إنش)                   | 134 (5.3)                         | 117 (4.6)                         | 128 (5.0)                         | 112 (4.4)                         | 111 (4.4)                         | 107 (4.2)                         | 144 (5.7)                         | 162 (6.4)                         | 166 (6.5)                         | 247 (9.7)                         | 230 (9.1)                         | 184 (7.2)                         | 1٬842 (72.5)                      |
| متوسط الأيام الممطرة              | 1                                 | 0.3                               | 1                                 | 6                                 | 15                                | 16                                | 17                                | 19                                | 21                                | 24                                | 12                                | 4                                 | 136.3                             |
| متوسط الأيام المثلجة              | 30                                | 29                                | 29                                | 23                                | 11                                | 0.5                               | 0.2                               | 0                                 | 0.1                               | 6                                 | 24                                | 30                                | 182.8                             |
| متوسط الرطوبة النسبية (%)         | 75                                | 77                                | 77                                | 79                                | 82                                | 85                                | 89                                | 87                                | 80                                | 76                                | 74                                | 74                                | 79                                |
| المصدر: Pogoda.ru.net             |                                   |                                   |                                   |                                   |                                   |                                   |                                   |                                   |                                   |                                   |                                   |                                   |                                   |

## توأمة
لسفيرو-كوريلسك اتفاقيات توأمة مع:
- نيمورو